# Gymnaestrada

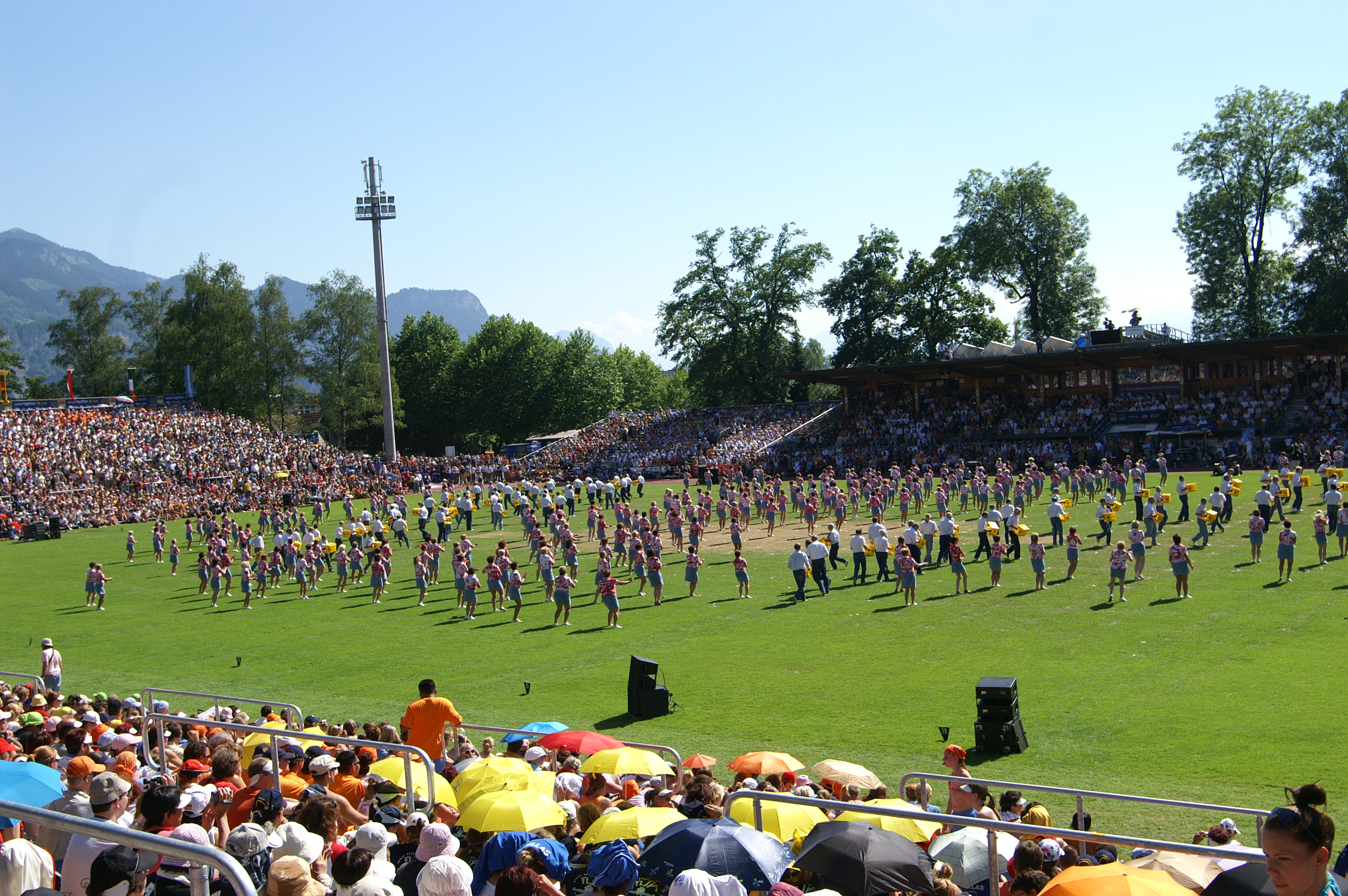
Festa de abertura da World Gymnaestrada 2007

A Gymnaestrada é tida como o maior evento de ginástica não competitiva do mundo.
Seu surgimento deu-se em decorrência do desejo do presidente da entidade (FIG) em ver apresentações focadas apenas nos benefícios das modalidades. Idealizada, a primeira Gymnaestrata - denominada Festival Internacional - teve sua primeira edição realizada em 1953 e contou com treze sequências.
Por definição, este é o festival internacional mais importante da ginástica geral, bem como o evento oficial da Federação Internacional de Ginástica para esta modalidade, no qual vários países se encontram a cada quatro anos para realizar apresentações, trocar informações sobre os trabalhos desenvolvidos em seus países e discutir a modalidade não competitiva como importante elemento para o aprimoramento humano.

## Surgimento: A ginástica geral
Historicamente, a origem desta modalidade, não competitiva, está atrelada à trajetória da Federação Internacional de Ginástica. 
Por mostrar-se mais interessado pelos festivais de ginástica e pelos benefícios da modalidade do que pelas competições, o até então presidente Nicolas Cupérus, idealizou este evento calcado na filosofia da ginástica geral.[a] Falecido, não chegou a vê-lo realizado, pois só em 1953, o Festival Internacional de Ginástica, inspirado nas Lingiádas, que aconteciam na Suécia, teve sua primeira edição concretizada, em Roterdã.
O idealizador da Gymnaestrada, então, foi o neerlandês Johan Heinrich Francois Sommer, cuja ideia era realizar um evento sem a preocupação com o aspecto competitivo, isto é, um evento em que os participantes comparecessem apenas para performar a ginástica sem delimitações de qualquer natureza.
Ao fim do festival, alguns membros da FIG solicitaram um maior interesse por parte da entidade, para que voltasse o olhar com maior dedicação à ginástica fora do âmbito competitivo, contrariando seu posicionamento anterior, sob um maior enfoque às competições. Em decorrência disto, em 1979, foi criada a Comissão de Trabalho da Ginástica Geral e, cinco anos depois, foi oficializado o Comitê Técnico da Ginástica Geral, com a finalidade de uma modalidade acessível a todos e não-competitiva.
A atualmente denominada ginástica para todos – antiga ginástica geral -, além de inspirar o desenvolvimento da entidade, fornece à FIG três valores - devidamente divididos e definidos - que ainda servem de base para reger as demais disciplinas: Informação, formação e prática. Além disso, sua evolução, objetivos e conquistas passaram a ser vistas nas realizações da Gymnaestrada, o evento mais importante que representa esta modalidade.
O evento realiza-se a cada quatro anos e conta com inúmeros voluntários que se inscrevem para ajudar na organização.

## Etimologia
O nome Gymnaestrada é um termo criado a partir de duas origens: gymna remete à "ginástica" e strada alude à "caminho", o que resulta no significado: “caminho da ginástica”.
Esta ideia simboliza um dos conceitos fundamentais da Gymnaestrada e da ginástica geral.

## Filosofia
O objetivo que a Gymnaestrada transmite é, acima de tudo, a união entre os povos. Não consiste na competição ou qualquer outro tipo de disputa. Os atletas que fazem parte da Gymnaestrada têm o objetivo de apenas representar os seus países, pelo prazer de praticar o desporto e de mostrar a sua originalidade, bem como os benefícios da prática constante, que aparecem física e mentalmente na vida do indivíduo.
| “ | Os vencedores na Gymnaestrada são os participantes | ” |

## Organização do evento
A realização total do evento engloba sete dias geralmente no decorrer do mês de julho e organiza-se no seguinte esquema:
1. Cerimônia de Abertura
2. Apresentações em grupos
3. Apresentações em grandes grupos
4. Espetáculos de ginástica Geral por nações (Noites Nacionais)
5. Espetáculo de Ginástica Geral da F.I.G. (F.I.G. Gala)
6. Fórum de instrutores
7. Evento social para os participantes ativos
8. Cerimônia de Encerramento

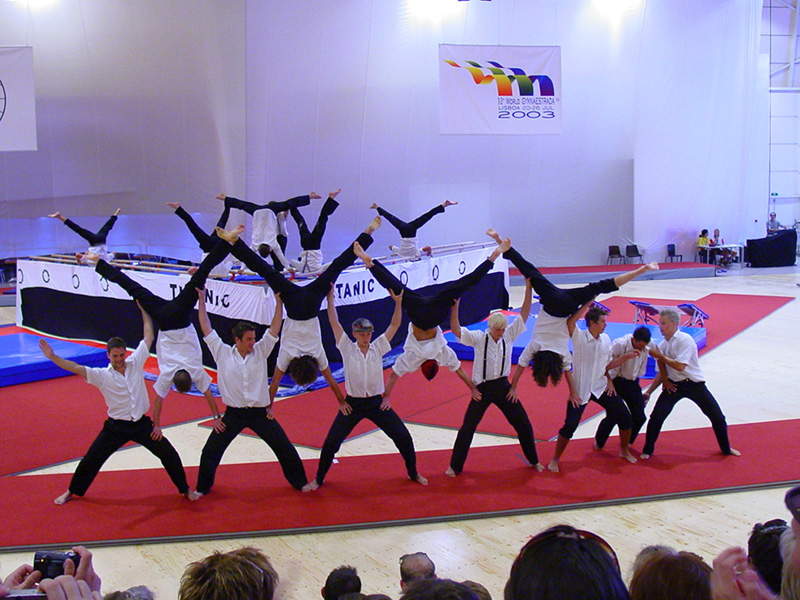
Exemplo de apresentação em grupo

A cerimônia de abertura deve acontecer no primeiro dia do evento, em um estádio com capacidade mínima para trinta mil pessoas sentadas. As apresentações em grupo devem ser compostas por, no mínimo, dez ginastas. As coreografias são apresentadas duas vezes, sempre em salas cobertas e em áreas nunca inferiores a quatrocentos metros quadrados. As apresentações em grandes grupos podem ser feitas com número entre 150 e trezentos atletas e sempre ao ar livre.
As noites nacionais são eventos que acontecem em arenas fechadas e são destinados às federações membros da FIG, que devem mostrar as suas atividades no campo da ginástica geral, associando-as ao folclore e às peculiaridades nacionais. A ginástica de gala,[b] ao contrário, é de responsabilidade de conteúdo da Federação Internacional, que mostra as coreografias executadas pelos grupos convidados das federações membros participantes fundamentadas num tema geral.
O fórum de instrutores compreende palestras, apresentações, discussões, demonstrações didáticas e exibições educativas. Os eventos sociais são para todos os participantes. Por fim, a cerimônia de encerramento acontece no último dia do evento e deve ser realizada em um estádio sob as mesmas condições exigidas pela cerimônia de abertura.

## Edições
A Gymnaestrada iniciou-se em 1953, nos Países Baixos, com a participação de cinco mil atletas da ginástica. Até a sua 13ª edição, nenhum evento fora realizado fora da Europa.
A primeira participação brasileira deu-se na segunda edição e contabilizou treze participantes. O maior número de atletas brasileiros foi de 662, na edição de Berlim, contra três, na edição de Herning, a menor dentre todas. O Brasil apenas não esteve presente em dois eventos - Roterdã e Stuttgart.
Portugal participa desde a primeira edição, em 1953 - edição esta em que esteve representado por dois clubes (Ginásio Clube Português e Lisboa Ginásio Clube) e cinquenta atletas -, mas não esteve presente na segunda e terceira (Zagreb - 1957 e Stuttgart - 1961, respectivamente). Desde a quarta edição em 1965, participou de todas as edições, tendo um mínimo de cinquenta atletas em Berlim (1975) e um máximo de atletas de 1.874 na edição de Lisboa, em 2003.
Nos subtópicos, descritas as edições realizadas a partir dos anos 2000. 
| Edição | Ano  | Cidade     | País          | Participantes |
| ------ | ---- | ---------- | ------------- | ------------- |
| 1ª     | 1953 | Roterdã    | Países Baixos | 5 000         |
| 2ª     | 1957 | Zagreb     | Iugoslávia    | 6 000         |
| 3ª     | 1961 | Stuttgart  | Alemanha      | 10 000        |
| 4ª     | 1961 | Viena      | Áustria       | 15 600        |
| 5ª     | 1969 | Basileia   | Suíça         | 9 600         |
| 6ª     | 1975 | Berlim     | Alemanha      | 10 500        |
| 7ª     | 1982 | Zurique    | Suíça         | 14 200        |
| 8ª     | 1987 | Herning    | Dinamarca     | 17 300        |
| 9ª     | 1991 | Amsterdã   | Países Baixos | 18 400        |
| 10ª    | 1995 | Berlim     | Alemanha      | 19 200        |
| 11ª    | 1999 | Gotemburgo | Suécia        | 20 800        |
| 12ª    | 2003 | Lisboa     | Portugal      | 25 000        |
| 13ª    | 2007 | Dornbirn   | Áustria       | 22 000        |
| 14ª    | 2011 | Lausanne   | Suíça         | 19 100        |
| 15ª    | 2015 | Helsínquia | Suíça         | 21 000        |
| 16ª    | 2019 | Dornbirn   | Suíça         | 18 000        |
| 17ª    | 2023 | Amsterdã   | Países Baixos | 19 000        |
| 18ª    | 2027 | Lisboa     | Suíça         | –             |

### 12ª edição - Portugal
Esta edição foi a Gymnaestrada que contou com 24 áreas de exibição - entre o Estádio do Jamor, os pavilhões da FIL, o estádio Universitário de Lisboa e o Pavilhão Atlântico e Apresentações de Cidade -, acolheu mais participantes - o número de atletas era de cerca de 25 000 advindos de cinquenta países em 1 600 apresentações e recolheu as seguintes estatísticas.
| Participantes                               | 24 724                      |
| Noites de estadia                           | 260 688                     |
| Escolas e Clubes desportivos com alojamento | 115                         |
| Locais de apresentação                      | 21                          |
| Apresentações de Ginástica                  | 1 000                       |
| Espectadores                                | 800 000                     |
| Países participantes                        | 47                          |
| Média de idade dos participantes            | 35 anos                     |
| Participantes por sexo                      | 78% feminino, 22% masculino |
| Refeições                                   | 148 771                     |
| Ocorrências na área da saúde                | 700                         |
| Ocorrências na área da segurança            | 51                          |
| Voluntários                                 | 1 430                       |

### 13ª edição - Áustria

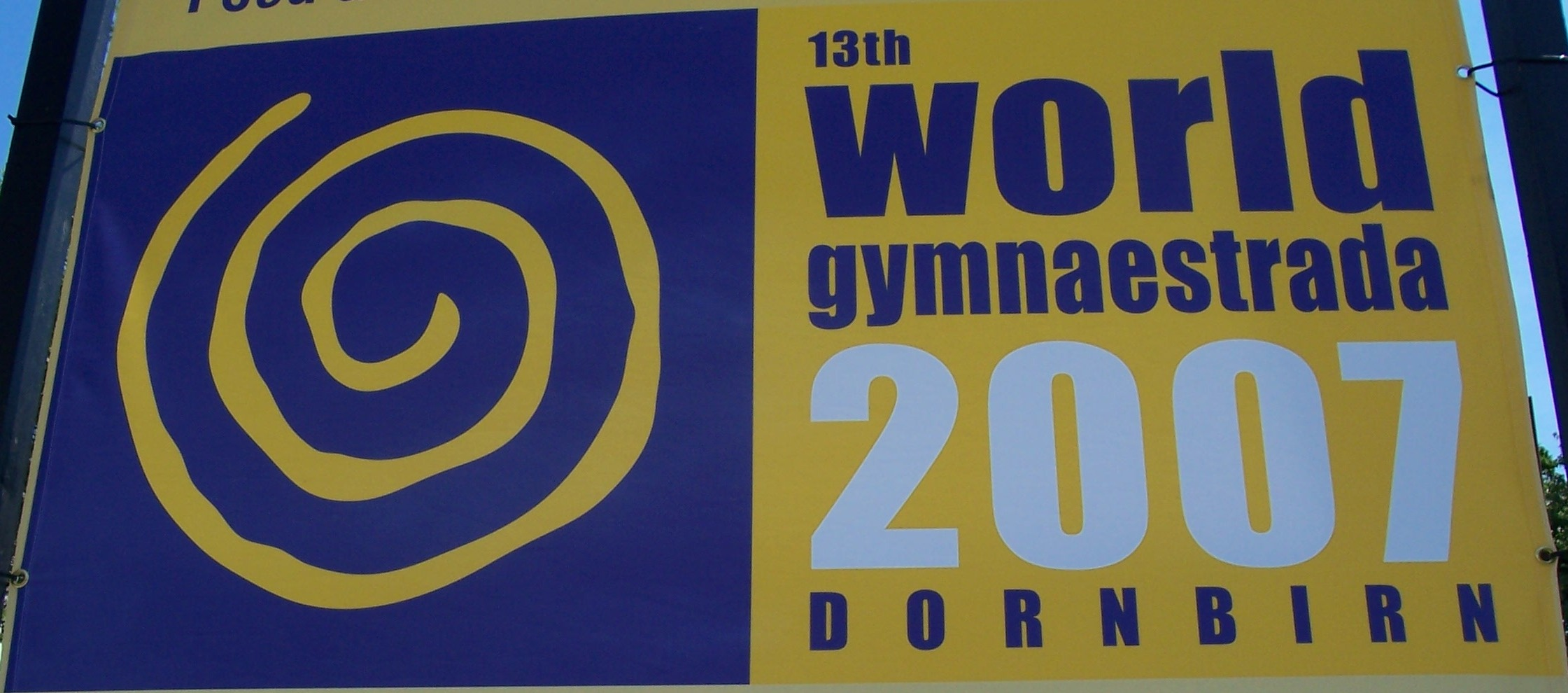
Logotipo da edição austríaca

Realizou-se em julho de 2007 e mobilizou 22 000 atletas vindos de todas as partes do mundo. Todos os dias eram de apresentações, no centro de exposições de Dornbirn, como nas escolas que acolheram os participantes, juntando-se as diferentes delegações tanto para conviver, quanto para trocar equipamentos, aprendizado e experiências.
Foram mais de seiscentas horas de exibições apresentadas ao público, entre apresentações ao ar livre, ginásios e estádios. Apesar de não ser superior em número de participantes que a anterior, esta fora a maior já realizada a nível de estrutura e dependências.

### 14ª edição - Suíça
A 14ª edição da Gymnaestrada realizou-se na cidade de Lausanne, na Suíça, entre os dias 10 e 16 de Julho de 2011. Até outubro de 2009, mais de trinta países manifestaram interesse de participação neste evento, entre eles os lusófonos Brasil e Portugal.